# Дейл Эванс
Дейл Эванс Роджерс (англ. Dale Evans, урождённая Фрэнсис Октавия Смит (англ. Фрэнсис Октавия Смит), 31 октября 1912, Ювалде, Техас — 7 февраля 2001, Апл-Валли, Калифорния) — американская актриса, певица и автор песен.

## Биография
Фрэнсис Октавия Смит родилась 31 октября 1912 года в Ювалде, штат Техас, в семье Бетти Сью Вуд и Т. Хиллмана Смита. В 14 лет она сбежала из дома и вышла замуж за Томаса Ф. Фокса, от которого год спустя родила сына. Вскоре муж бросил её с ребёнком, после чего она перебралась в Мемфисе, штат Теннесси, где стала работать на местом радио — пела и играла на пианино под именем Франсез Фокс. Во время одного из таких радиошоу Франсез заметил менеджер станции и придумал ей псевдоним Дейл Эван. В начале карьеры у Эванс было ещё два неудачных брака — с 1929 до 1935 года она была замужем Огустом Джоунсом, а с 1937 по 1946 год — за Робертом Дейлом Баттсом.
В 1942 году она дебютировала на киноэкранах, где первые заметные роли исполнила в фильмах «В старой Оклахоме» (1943), «Жёлтая роза Техаса» (1944) и «Закат в Эльдорадо» (1945). В 1944 году на съёмках фильма «Ковбой и сеньорита» Эванс познакомилась с актёром и певцом Роем Роджерсом, за которого в 1947 году вышла замуж. В браке родилась дочь Робин Элизабет, которая умерла от осложнений синдрома Дауна незадолго до своего второго дня рождения. Эванс оказал большое влияние на изменение общественного мнения в отношении детей с отклонениями в развитии и послужил образцом для подражания для многих родителей. Эванс и Роджерс позже удочерили четырёх детей: Мими, Доди, Сэнди и Дебби.

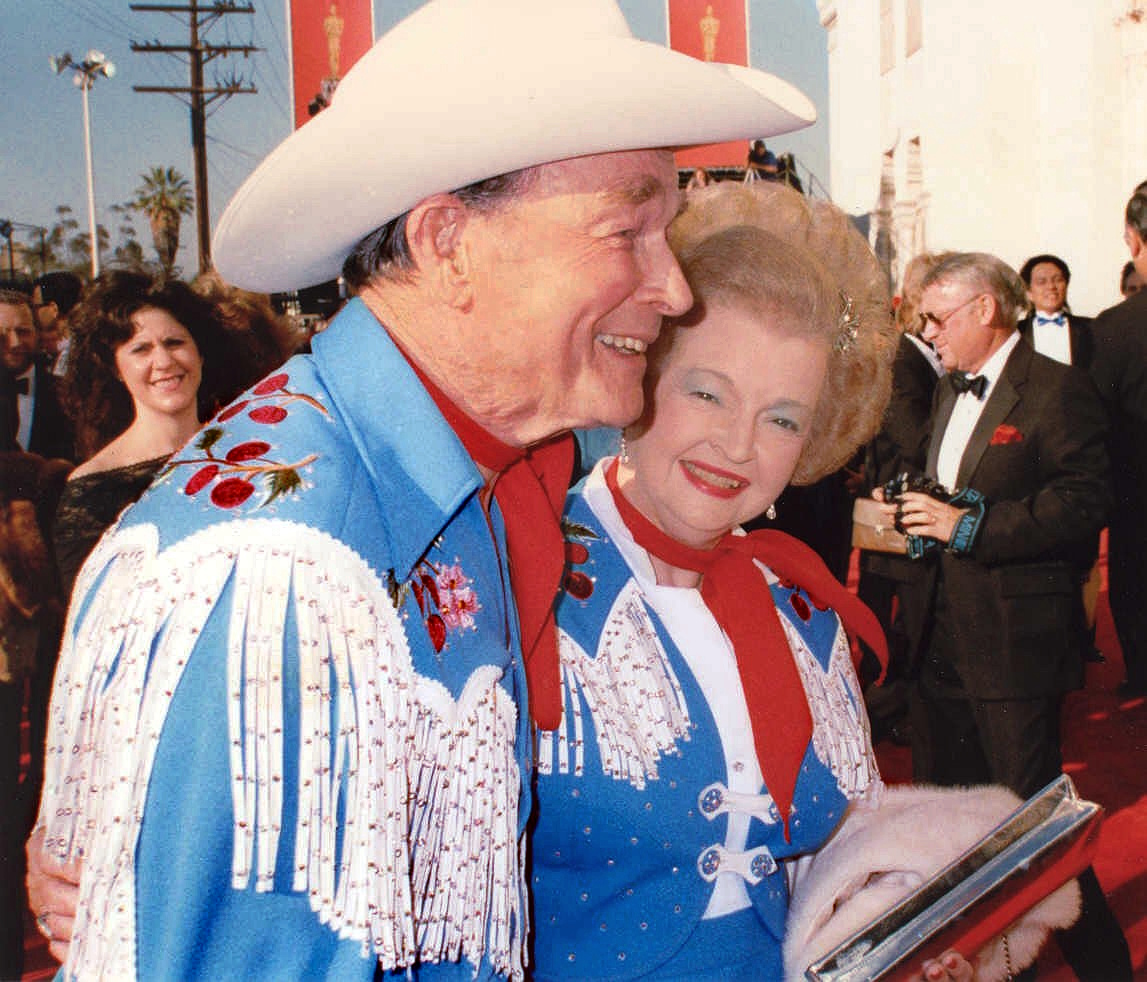
С Роем Роджерсом на церемонии «Оскар» в 1989 году

В творческой карьере Эванс и Роджерс сформировали профессиональный дуэт, в котором появлялись в образах ковбоя и наездницы. С 1951 по 1957 год они исполняли главные роли в популярном телесериале «Шоу Роя Роджерса». В дальнейшем вместе с мужем она появилась ещё в ряде ковбойских фильмов и телесериалов, а также записала множество песен. Помимо этого они много гастролировали по США с религиозными шоу, исполняя в церквях евангельские песни. В 1964 году Эванс участвовала в митинге «Project Prayer» в Шрайн-Аудиториум, собравшем 2500 человек, в поддержку обязательной молитвы в школах, которая ранее была отменена решением Верховного суда США. В 1970-х она записала несколько сольных альбомов религиозной музыки, а в 1990-х вела собственное телешоу, ориентированное на религиозную аудиторию.
Дейл Эванс умерла 7 февраля 2001 года от сердечного приступа в своём доме в Эппл-Валли на северо-востоке Лос-Анджелеса в возрасте 88 лет. Она пережила своего мужа на три года.
Эванс удостоена двух звёзд на Голливудской аллее славы — за вклад в радио и телевидение. В 1995 году она была внесена в Зал великих людей Запада в Национальном музее ковбоев и западного наследия в Оклахома-Сити. В 2002 году «Country Music Television» включала её в список «40 величайших женщин в кантри».